# Гусев, Виктор Михайлович (физик)
Виктор Михайлович Гусев (1919—1978) — советский физик, лауреат государственных премий.

## Биография
Участник войны, старший лейтенант, демобилизован в апреле 1945 г. по ранению. Восстановился на физфак МГУ и в 1947 г. его окончил.
Вместе со своей женой Марией Ильиничной Гусевой был направлен в Сухумский физико-технический институт для работы под руководством Манфреда фон Арденне по электромагнитному разделению изотопов (атомный проект).
После возвращения в Москву (1960) работал в ИАЭ (Институт атомной энергии Академии наук СССР, Курчатовский институт). В 1961 г. вместе с М. И. Гусевой продемонстрировал возможность получения р — п-перехода в кремнии методом ионного легирования и выступил с инициативой развития исследований по ионному легированию полупроводников.
С 1963 г. начальник лаборатории ионной бомбардировки Отделения физики плазмы. Кандидат физико-математических наук.
Скоропостижно умер 6 октября 1978 года.

## Награды
- Сталинская премия 3-й степени 1953 года — за разработку и внедрение в промышленность электромагнитного метода разделения изотопов и получение этим методом лития-6.
- Государственная премия СССР 1978 года — за работу в области микроэлектроники.